# Puckett (Mississippi)
Puckett é uma vila localizada no estado americano de Mississippi, no Condado de Rankin.

## Demografia
Segundo o censo americano de 2000, a sua população era de 354 habitantes.
Em 2006, foi estimada uma população de 357, um aumento de 3 (0.8%).

## Geografia
De acordo com o United States Census Bureau tem uma área de
5,2 km², dos quais 5,2 km² cobertos por terra e 0,0 km² cobertos por água. Puckett localiza-se a aproximadamente 104 m acima do nível do mar.

## Localidades na vizinhança
O diagrama seguinte representa as localidades num raio de 24 km ao redor de Puckett.